# Districtul Federal Orientul Îndepărtat

Districtul Federal Orientul Îndepărtat pe harta Federației Ruse

Districtul Federal Orientul Îndepărtat (în limba rusă: Дальневосто́чный федера́льный о́круг) este unul dintre cel șapte districtele federale ale Rusiei. 
Districtul are o populație (în conformitate cu rezultatele recensământului din 2002) de 6.692.865 de locuitori, care trăiesc pe o suprafață de 6.215.900 km², fiind cel mai întins district federal al Federației Ruse. În prezent, districtul federal este condus de un împuternicit prezidențial, Viktor Ișaev. Districtul Federal Orientul Îndepărtat acoperă teritoriul Orientului Îndepărtat Rus (partea rusă din Orientul Îndepărtat).

## Subdiviziuni
thumb|
| Far Eastern Federal District | Far Eastern Federal District | Far Eastern Federal District | Far Eastern Federal District | Far Eastern Federal District | Far Eastern Federal District  |
| #                            | Steag                        | Subiect federal              | Suprafață (km2)              | Populația (2010)             | Capitală/Centru administrativ |
| ---------------------------- | ---------------------------- | ---------------------------- | ---------------------------- | ---------------------------- | ----------------------------- |
| 1                            |                              | Regiunea Amur                | 363.700                      | 830.103                      | Blagoveșcensk                 |
| 2                            |                              | Regiunea Autonomă Evreiască  | 36.000                       | 176.558                      | Birobidjan                    |
| 3                            |                              | Ținutul Kamceatka            | 472.300                      | 322.079                      | Petropavlovsk Kamciațki       |
| 4                            |                              | Regiunea Magadan             | 461.400                      | 156.996                      | Magadan                       |
| 5                            |                              | Ținutul Primorie             | 165.900                      | 1.956.497                    | Vladivostok                   |
| 6                            |                              | Republica Saha (Iacutia)     | 3.103.200                    | 958.528                      | Iakutsk                       |
| 7                            |                              | Regiunea Sahalin             | 87.100                       | 497.973                      | Iujno-Sahalinsk               |
| 8                            |                              | Ținutul Habarovsk            | 752.600                      | 1.343.869                    | Habarovsk                     |
| 9                            |                              | Districtul autonom Ciukotka  | 737.700                      | 50.526                       | Anadîr                        |

## Cele mai mari orașe
Populația conform Recensământului populației în Rusia din 2002:
1. Vladivostok: 594.701
2. Habarovsk: 583.072
3. Komsomolsk-pe-Amur: 271.600
4. Blagoveșcensk: 219.221
5. Iakutsk: 210.642
6. Petropavlovsk-Kamciațki: 198.028
7. Iujno-Sahalinsk: 173.600
8. Nahodka: 148.826
9. Magadan: 99.399
10. Birobidjan: 77.250
11. Anadîr: 11.038